# Милован Пејановић
Милован Бата Пејановић (Годијељи, код Шавника, 16. фебруар 1915 — Београд, 1994) био је учесник Народноослободилачке борбе и друштвено-политички радник СФР Југославије. Познат је под псеудонимом Љубо Поповић, који је као оперативац ОЗНЕ и УДБЕ, користио приликом операције хапшења Драже Михаиловића.

## Биографија
Рођен је 16. фебруара 1915. у Годијељи, код Шавника. Гимназију је похађао у Пљевљима, где су му се преселили родитељи. Током студија на Правном факултету Универзитета у Београду, активно је учествовао у револуционарном студентском покрету, због чега је био хапшен и извођен пред Државни суд за заштиту државе. У чланство тада илегалне Комунистичке партије Југославије (КПЈ) примљен је 1937. године.
Током одлсужења војног рока у Југословенској војсци завршио је Школу резревних официра. На Правном факултету је дипломирао 1939, након чега је од 1940. радио као правни реферет Пореске управе у Куманову, где је остао до почетка Априлског рата и окупације Југославије, 1941. године.
Учествовао је у Тринаестојулском устанку 1941. током кога је био командант Герислког одреда, а потом командир чете у партизанском одреду. Приликом формирања Треће пролетерске санџачке ударне бригаде, јуна 1942. био је њен борац. Током рата у НОВЈ се налазио на дужностима командира вода, командира Пратеће чете, обавештајног официра батаљона и Треће санџачке бригаде, као и обавештајног официра 37. санџачке дивизије. У јесен 1944. прешао је на рад у Одељење за заштиту народа (ОЗН) за Србију, где је најпре био референт, а потом помоћник шефа одсека.
Од јесени 1945. налазио се у групи оперативаца ОЗНЕ која је трагала за Дражом Михаиловићем и другим четничким командантима. Под псеудонимом Љубо Поповић, адвокат из Београда, успео је да се убаци у илегалну београдску четничку организацију, преко које је успоставио везу са четницима из ваљевског краја. Посредством њих повезао се са Николом Калабићем, командантом Горске гарде, кога је причом о одласку и иностранство, успео да убеди да пође за Београд, где је ухапшен. Након Калабићевог пристанка да сарађује са ОЗНОМ, Пејановић се налазио у групи оперативаца која је преобучена у четнике, заједно са Калабићем, трагала за Михаиловићем. После неколико неуспешних потрага, почетком марта 1946. успели су да успоставе везу са њим и ухапсе га. О свом учешћу у овој акцији написао је 1971. књигу Велика игра са Дражом Михаиловићем, коју је објавио под псеуднимом Љубо Поповић. По мотивима ове књиге Синиша Павић је написао сценарио за ТВ серију Последњи чин, која је снимљена 1986. године.
На раду у Управи државне безбедности Србије остао је до 1954. када је постао судија Врховног суда НР Србије. Био је активни друштвени и спортски радник, члан Олимпијског комитета и председник Боксерског савеза Југославије.
Био је ожењен Бранком Принцип, синовицом Гаврила Принципа и рођеном сестром Слободана Принципа Сеље, са којом је имао сина Слободана Пејановића. Умро је 1994. у Београду и сахрањен је на Новом гробљу у Београду.
Носилац је Партизанске споменице 1941. и других југословенских одликовања, међу којима су Орден заслуга за народ првог реда и два Ордена за храброст.